# Eugène de Lur-Saluces
 (juillet 2024).
Si vous disposez d'ouvrages ou d'articles de référence ou si vous connaissez des sites web de qualité traitant du thème abordé ici, merci de compléter l'article en donnant les références utiles à sa vérifiabilité et en les liant à la section « Notes et références ».
Pour les articles homonymes, voir Lur-Saluces.
Eugène, comte de Lur-Saluces, né le 21 août 1852 à Sauternes (Gironde) et mort dans la même ville le 2 février 1922, est un militaire, journaliste et militant monarchiste français.

## Biographie
Eugène de Lur-Saluces est issu d'une famille d'ancienne noblesse qui possède depuis le XVe siècle le domaine du château de Fargues en Gironde et le domaine d'Uza dans les Landes, comprenant les forges, le château d'Uza et l'église Saint-Louis d'Uza, richement décorée. Sous le règne de Louis XVI, Françoise-Joséphine de Sauvage d’Yquem ajouta le domaine d'Yquem au patrimoine familial des Lur-Saluces. Eugène est le petit-fils de César Laurent de Chastellux et le frère d'Amédée-Eugène-Louis de Lur-Saluces.
En 1870, Lur-Saluces sort de l'École militaire pour faire la campagne de 1870 aux côtés de ses trois frères aînés : Amédée, Charles et Alexandre. Durant la guerre franco-prussienne, il prend part, le 9 novembre, à la bataille de Coulmiers.
Il sert dans la cavalerie puis devient sous-écuyer à Saumur avant d'entrer chez les chasseurs.
En juillet 1894, il est chef d'escadrons au 2e cuirassiers lorsqu'il reçoit la Légion d'honneur.
En 1914, il veut reprendre du service mais jugé trop âgé, il est affecté à la formation d'une compagnie de nouveaux mobilisés.
Parallèlement à sa carrière militaire, il joue un rôle actif dans la naissance du Syndicat viticole de la région de Sauternes et Barsac en 1908.
Il en est le premier président avant de laisser la place, à la fin de la Première Guerre mondiale, à son fils aîné, Bertrand de Lur-Saluces.
Il se marie en 1882 avec une héritière de la famille de Mac Mahon à l'église d'Yquem (qui était dédiée à saint Louis).
En 1899, il est accusé d'avoir participé — aux côtés du royaliste André Buffet — au coup d'État manqué organisé par Paul Déroulède et plusieurs autres agitateurs antidreyfusards. Il est condamné à cinq ans de bannissement par la Haute Cour sous le chef de complot contre l'État en 1900.
Comme son confrère Buffet, Lur-Saluces est contraint de s'exiler à Bruxelles. Pendant ce temps, il collabore aux activités du bureau politique du duc d'Orléans. Toujours en 1900, Lur-Saluces se fait connaître des milieux monarchistes grâce à l'Enquête sur la monarchie (Gazette de France, 1900, puis édité en volume) de Charles Maurras. Ce dernier l'avait rencontré en Belgique et avait reproduit des extraits de ses entretiens dans le premier livre de son enquête.
Lur-Saluces s'y montre en faveur de la restauration d'une monarchie traditionnelle, héréditaire, antiparlementaire et décentralisée. Ses idées, tout comme celles de Buffet, seront reprises par Maurras pour la rédaction de son programme monarchiste Dictateur et Roi. Par l'intermédiaire de Maurras, Lur-Saluces est élevé au rang des royalistes intègres et intransigeants de l'époque. Sa contribution à l'enquête fait de lui un maître à penser de l'Action française et du royalisme en général. Il était d'ailleurs le président du comité royaliste français du Sud-Ouest.
Proche de Georges Valois, d'Henri Vaugeois et des Camelots du roi, Lur-Saluces a contribué à la diffusion des idées monarchistes de l'Action française pendant vingt-cinq ans. Il était membre du conseil d'administration de la maison d'édition principale du mouvement: La Nouvelle Librairie nationale.
Le comte poursuivra son activité journalistique sans renoncer à ses convictions royalistes et contre-révolutionnaires jusqu'à sa mort le 2 février 1922.

## Distinction
- Chevalier de la Légion d'honneur (10 juillet 1894)[4]

## Publications
- « Chez le comte de Lur-Saluces », dans Charles Maurras, Enquête sur la monarchie, Paris, Nouvelle librairie nationale, 1900 (nombreuses éditions ; éd. définitive 1924).
- Un français chez le duc d’Orléans (M. Vaugeois à Carlsruhe. Déclaration, discours de Mr le duc d’Orléans. La charte de San Remo. Maximes politiques du comte de Paris. Interview chez le comte de Lur-Saluces), Paris, Publications de la Gazette de France, 1901.
- (avec Henri Vaugeois), Le Banquet de « l'Étape » (roman de Paul Bourget). Discours prononcé le 7 juillet 1902. Avec une lettre du Cte Eugène de Lur-Saluces, Paris, Bureaux de l'Action française, 1902.
- (avec Henri Vaugeois, Firmin Bacconnier, Ferdinand Beau), Ligue d'Action française, section de l'Orne. Grande réunion privée, donnée à Alençon, le 21 octobre 1906. Allocution de M. Ferdinand Beau, discours de MM. le Cte E. de Lur-Saluces, Bacconnier et Vaugeois, Alençon, Imprimerie alençonnaise, 1906.
- L'Action française, son but et ses moyens. Discours prononcé à Périgueux le 31 mai 1908, Paris, Bureaux de l'Action française, 1908.
- La politique royaliste et la question juive, Paris, Nouvelle librairie nationale, sans date.

### Sur le coup d'État de la Patrie française
- Charles Chenu, Affaire de la « Patrie française », 18-19 avril 1899. 9e chambre du Tribunal correctionnel. Plaidoirie de Me Chenu, Paris, Plon-Nourrit, 1899.
- Haute Cour de justice, Affaire Buffet, Déroulède, Guérin et autres, inculpés de complot, 8 fascicules, Paris, Imprimerie nationale, 1899.
- Le Procès de la Patrie française, Perrin et Cie, 1899.